# Carl Johann Franz Josef Becker
Carl Johann Franz Josef Becker (* 7. Juli 1794 in Mainz; † 1. Dezember 1848 in Darmstadt) war ein deutscher Theaterschauspieler, Theater- und Opernregisseur sowie Theaterintendant.

## Leben
In jungen Jahren trat er in das französische Heer unter Napoleon ein, machte die Okkupation mit und beteiligte sich an der Völkerschlacht bei Leipzig. Die Strapazen des Krieges blieben auch bei ihm nicht ohne Einfluss und schwer erkrankt wurde er nach Mainz transportiert. Im Frühjahr 1814 konnte er das Lazarett verlassen.
Seine Vorliebe fürs Theater zeigte sich schon während des Feldzuges, wo er auf einem französischen Liebhabertheater die Aufmerksamkeit des Marschall Louis-Nicolas Davout erregte, und als der Krieg sein Ende erreicht hatte, schloss er sich einer reisenden Schauspielergesellschaft an. Er trachtete vorerst wieder korrekt deutsch zu sprechen, was ihm auch gelang ohne das Französische, das seine zweite Muttersprache wurde, aufzugeben.
Sein erstes größeres Engagement fand er in Frankfurt am Main (durch Ferdinand Eßlair empfohlen). Er blieb dort bis 1822 und fand als jugendlicher Liebhaber großen Beifall. Von hier folgte er einem Rufe nach Darmstadt, wo er auch das Fach der jugendlichen Helden kultivierte und zu künstlerischer Bedeutung gelangte. Seine Leistungen als „Romeo“, „Max“, „Fiesco“, „Posa“, „Egmont“ und „Manuel“ blieben Ludwig Tieck nicht unbekannt und er brachte Becker an das Dresdner Hoftheater, wo er eine hervorragende künstlerische Stellung einnahm. Trotzdem kehrte er 1831 wieder in den Verband des Darmstädter Hoftheaters zurück, war jedoch bald gezwungen, infolge der Wiederauflösung dieses erst eröffneten Theaters, dasselbe zu verlassen und ein Engagement in Frankfurt zu akzeptieren, wo er nicht minder beliebt war als in seinen früheren Wirkungskreisen.
Und doch richtete er, während seiner neunjährigen künstlerischen Wirksamkeit in Frankfurt ununterbrochen sein Augenmerk auf Darmstadt und kaum hatte dieses Theater wieder geöffnet und gekräftigt, ging er 1840 wieder nach Darmstadt zurück. Hier erreichte Becker den Kulminationspunkt seines schauspielerischen Könnens. Er ging in das Charakterfach über und Vorstellungen, wo er als „Wallenstein“, „Lear“, „Präsident“ in „Kabale und Liebe“, „Marinelli“ und „Macbeth“ auftrat, zählten zu den Festabenden des Darmstädter Publikums.
Neben seiner Tätigkeit als Darsteller wirkte er 1841 bis 1845 auch als Regisseur der Oper und des Schauspiels. 1848 wurde ihm sogar zusammen mit Kapellmeister Wilhelm und Hofopernsänger Hermann Breiting die Leitung des Theaters während der Wirren des Revolutionsjahres übertragen. Er starb am 1. Dezember jenes Jahres.

## Zeitgenössische Rezeption
„Eine schöne Stimme, ein anmutiges Äußere[s], ein sicheres seines Betragens charakterisieren ihn, so daß er die Manieren der vornehmen Welt liebenswürdig und wahr hinstellt, Witz und Humor sichtbar macht und niemals seine Linie verläßt, die auch im Scherz noch zu rund und elegant, grenzen zuweilen an das Tänzermäßige, und was man an diesem jungen Schauspieler, (der einer jeden anderen Bühne zur Zierde gereichen würde) tadeln kann, ist ein zu hastiger Aufschrei der Empfindung, wodurch der Ton oft undeutlich und selbst unedel wird.“